# 적금
적금(積金)은 은행 예금 상품의 하나로, 일정 기간을 계약하고 정기적 또는 비정기적으로 금액을 불입하여 계약 기간이 만료된 후 이를 이자와 함께 일괄적으로 돌려받는 것이다.

## 적금과 예금의 차이
적금도 예금의 일종이며, 보통 예금과 비교해 보면 아래와 같다.
| 구분      | 구분      | 적금                                                                         | 보통예(탁)금/저축예(탁)금                                                    |
| --------- | --------- | ---------------------------------------------------------------------------- | ---------------------------------------------------------------------------- |
| 계약 기간 | 계약 기간 | 개월 단위 (6, 12, 24 등)                                                     | 무기한                                                                       |
| 입·출금   | 입금      | 정기적립 자유적립                                                            | 자유적립                                                                     |
| 입·출금   | 출금      | 불가                                                                         | 자유                                                                         |
| 이자      | 지급 방식 | 단리 (단, 정기예금의 경우 만기이자지급식은 복리, 매월이자지급식은 단리이다.) | 복리 (대개 보통예금은 6개월, 저축예금은 3개월마다 이자가 '원금에 가산'된다.) |
| 이자      | 이율      | 높음                                                                         | 낮음                                                                         |

이와 같은 차이가 있기 때문에, 장기간 저축을 위해서는 적금을 이용한다.

## 적금의 종류
단 적금에는 불입 방식에 따라 정기적금과 자유적금이 있지만 다르게 분류해 보면 여러 가지 종류가 있다.
- 세율에 따라서는 일반 과세형 적금이 있고 이자에 세금이 적게 붙는 세금우대 적금과 또 세금이 전혀 붙지 않는 비과세 적금 등이 있다. 참고로, 세금우대 적금은 1년 이상만 가능하며 2006년부터는 만 19세 미만의 미성년자는 세금우대 적금을 가입할 수 없다. 2009년부터 세금우대한도가 1000만원으로 하향되었다.
- 목적에 따라서는 주택적금 등이 있다. 그 외에도, 초·중·고등학교에서는 저축 습관 함양 등을 목적으로 학생들에게 적금을 가입시켜 매월 돈을 불입하게 하고 졸업을 할 때 불입금에 이자를 붙여서 돌려 준다. 또, 군대 내에서도 병사들에게 적금을 가입시켜 봉급을 모을 수 있게 도와주는 사례가 있다.

### 적금 상품을 취급하는 금융 기관
적금 상품은 일반 은행과 저축은행에서 취급하고 있다. 일반은행에서는 그 이자가 저축은행보다 약간 더 낮은 편이나, 안정성에 있어서는 저축은행보다 더 좋다.

## 적금과 재테크
적금은 이자로써 적지 않은 수익을 얻을 수 있다는 특성 때문에 재테크의 수단으로 이용된다. 적금은 그 특성상 다른 투자 수단에 비해 얻을 수 있는 이익이 적다는 흠이 있으나 그 대신 손실이 발생할 위험이 전혀 없다는 것이 장점으로 작용한다.
적금은 단리로 운용되므로 장기적금은 권장하지 않는다. 3년 이상 장기적금을 계획한다면 1년 단위 적금으로 하여 만기후에 예금으로 바꾸는 등 복리효과가 발생하도록 해야 한다.
저축성보험이 복리로 적용되더라도 불입금 중 일부가 비용으로 차감된 후에 운영되므로 가입시 주의해야 한다.

## 적금의 해지
적금을 불입하다가 어떤 사정에 의해 계약을 취소하고 불입한 금액을 다시 찾아가는 경우가 있다. 이를 해지 또는 해약이라 하며 속된 말로는 ‘적금을 깬다’라고도 표현한다. 대개 이러한 경우는 이자가 보통예금과 같아진다. (단, 은행에서 지정한 불가피한 사유가 있는 경우는 제외) 정기적금은 정해진 불입횟수와 불입금 모두 지켜야 약정금리를 제공한다.